# Спас Соколов (Ботев четник)
 Тази статия е за Ботевия четник.  За дееца на ВМОРО и ВМРО вижте Спас Соколов (ВМОРО).  
Спас Соколов е четник в Ботевата чета.

## Биография
Роден е в Тулча, Добруджа през 1854 година. Едва 22-годишен, той е включен в щаба на Ботевата чета. След смъртта на Христо Ботев, Соколов първо влиза в отряда на Никола Войновски, а след няколко дни той и Стефанаки Савов се присъединяват към групата на Димитър Икономов. Соколов и още няколко четници се натъкват на засада, пленени са край с. Литаково и са откарани в Орхание, а после в София. На процеса в София, Соколов е обвинен, че е сред ръководителите на четата и е осъден на смърт. В последния момент присъдата е заменена с вечно заточение и каторга на остров Родос.
След амнистията през 1878 г. Спас Соколов се завръща в България и е назначен за окръжен управител на Врачански окръг. През 1895 г. узнава, че се готви фалшифициране на изборите, и уведомява за това писателя Алеко Константинов – така се ражда знаменитият фейлетон „Гасете свещите“. Спас Соколов сътрудничи на ВМРО, а в дома му се провеждат заседания на организацията. Синовете му Атанас и Иван участват, като офицери, в Балканските войни и Първата световна война, като и двамата загиват.
Соколов взима участие в комисията по търсене на отговорност от кабинета на премиера Васил Радославов (1913 – 1918), довел страната до национална катастрофа.
Умира в София през 1922 г. в дома си на ул. „Сердика“ No 13.

## Памет
На Спас Соколов е наречена улица в квартал „Манастирски ливади“ в София (Карта).